# 瓦讷区
瓦讷区（法語：arrondissement de Vannes）是法国莫尔比昂省所辖的一个区。总面积2416.2平方公里，总人口284298，人口密度118人/平方公里（2018年）。主要城镇为瓦讷。

## 辖区
瓦讷区辖有99个市镇。